# العنف على المرأة في بيرو
يتم تعريف العنف على المرأة في بيرو (بالإنجليزية: Violence against women in Peru) على أنه مضايقة وعنف على من يولدون إناثًا. يعتبر عنف الشريك الحميم الشكل الأكثر شيوعًا للعنف القائم على المرأة، على الرغم من أنه ممكن أن يحدث في نفس الوقت مع العنف الجنسي والعاطفي. تختلف المرأة البيروفية عن الرجل، أنها تعاني من معدلات أعلى من الفقر، والعنف المنزلي والجنسي. طبقًا لـمنظمة الصحة العالمية، 49% من النساء في ليما اللواتي كان لديهن شريك في أي وقت مضى (نساء متزوجات، عشن مع رجل، أو كان لديهن شريك جنسي منتظم) و61% في كوسكو أفدن عن تعرضهن للعنف الجسدي من قبل شريك في وقت ما في حياتهن. بالنسبة للعنف الجنسي من أحد الشركاء كانت هذه النسب 23% في ليما و47% في كوسكو.

## العنف القائم علي النوع الاجتماعي
يعد وضع المرأة والتمييز ضدها في بيرو أمرًا معقدًا؛ لأنه يتفاوت باختلاف الطبقات، والأعراق، والمكانة الاقتصادية للمرأة في المجتمع البيروفي التقليدي. على عكس النساء في الولايات المتحدة، غالباً ما كانت النساء اللواتي يعشن في بيرو يشاركن في المنتجات الزراعية وكذلك الحرف اليدوية. لم تعترف الحكومة البيروفية بهذا التعقيد في كثير من الأحيان. اعترف دستور بيرو لعام 1993 بحق الفرد الأساسي في سلامته الاخلاقية والجسدية والنفسية. ومع ذلك، لم توسع هذه الحماية بشكل خاص للنساء، ولا توجد قوانين تمييز محددة تنطبق على النساء.

## أشكال العنف

### العنف المنزلي
في 2006، أبلغت مراكز وزاره المرأة والتنمية الاجتماعية (MIMDE) عن 25,036 حالة عنف منزلي في بيرو، ساعدت المراكز في المتوسط 2067 حالة من الرجال والنساء في الشهر. كما قامت وزارة المرأة والتطوير الاجتماعي بتشغيل خط ساخن مجاني، والذي تعامل مع 7785 طلب للمساعدة بخصوص الاضطرابات الأسرية خلال عام 2006.
لاحظت المنظمات النسائية ان تعاطي الكحوليات والمواقف التقليدية تجاه المرأة أدت الي تفاقم مشاكل الاغتصاب والاعتداء الجنسي بالأخص في المناطق الريفية. في نوفمبر 2006، أفادت منظمة الصحة العالمية أن 69% من النساء البيروفيات قلن إنهن تعرضن لنوع ما من العنف البدني في حياتهن.
وذكرت منظمه (MIMDES) والمنظمات غير الحكومية أن هناك العديد من حالات الاعتداء المنزلي لم يتم الإبلاغ عنها. وذكرت مصادر المنظمات غير الحكومية أن غالبية الحالات المُبلغ عنها لم تسفر عنها تُهم رسمية بسبب الخوف من الانتقام أو بسبب مصاريف تقديم الشكوى. كانت الحماية القانونية والبدنية المقدمة محدودة بسبب التأخيرات القانونية، والغموض في القانون، ونقص الملاجئ للضحايا. وفقًا لدراسة أجريت في ليما، بيرو عام 2007، فإن النساء اللواتي يتعرضن للإيذاء يتعرضن لخطر متزايد بنسبة 1.63 في الحمل غير المقصود. إضافة إلى ذلك، فإن النساء اللواتي يتعرضن للإيذاء الجسدي والجنسي يكون لديهن احتمال أكبر بـ 3.31 أضعاف للحمل عن غير قصد.
القوالب النمطية والتقاليد تجعل دورات العنف سلوك طبيعي، عبر الطبقات الاجتماعية الاقتصادية الحضرية، "Mas me pegas، mas te quiero" والتي تعني (كلما ضربتني أكثر، كلما احببتك أكثر) يستخدم للإشارة إلى amor serrano (حب الأرض المرتفع) هذا يشير إلى أمرين: الأول، أن هؤلاء في بيرو يميلون إلى إلقاء اللوم على النساء المعنفات اللواتي يعانين من الفقر بسبب سوء المعاملة التي يتعرضن لها، وثانياً، أن النساء يستمتعن بالعنف.
تظل الهجرة داخل بيرو قضية مهمة. وفقاً لألكالد (Alcalde) وهو قاضي البلدية التقليدي، يمكن ان تنتج واحده من نتيجتين. أولاً، قد يسمح للمرأة بترك المعتدي عليها/المسيء لها. لكن ثانياً، الهجرة الي ليما قد ترسخ العنف أكثر لأن النساء (في مدينة جديدة) عليهن الاعتماد على شريك مسيء.

### قتل الإناث
بين عامي 2010 و2017، قتلت 837 امرأة في بيرو بينما كانت هناك 1172 محاولة قتل خلال هذه الفترة. وجدت دراسة أجريت في عام 2015 أنه في حوالي 81% من محاولات قتل النساء لم تتخذ السُلطات أية تدابير لحماية الناجيات، وتم قتل 24% من النساء اللواتي لجأن للعدالة للمساعدة في وقت لاحق من قِبل نفس الرجال الذين كانوا قد سعوا للحماية بسببهم.